# 連邦議会代表委員会
連邦議会代表委員会（れんぽうぎかいだいひょういいんかい、ビルマ語: ပြည်ထောင်စုလွှတ်တော် ကိုယ်စားပြုကော်မတီ; 英語: Committee Representing Pyidaungsu Hluttaw, CRPH）は、2021年ミャンマークーデターの正当性を否定するミャンマー連邦議会の議員有志が2021年2月5日に組織したミャンマーの政治組織。同年3月2日から民主派の事実上の臨時政府としての機能を果たし、同年4月16日の国民統一政府（NUG）発足後は同政府における立法機関としての役割を担っている。

## 概要
クーデターでミャンマー軍（国軍）がミャンマー連邦共和国の国権を掌握して以降、国軍が設立した国家行政評議会に対抗し、ミャンマーの国権を行使する目的で組織された最初の政治組織である。少数民族武装組織を含めたミャンマー国内での反国軍運動や国際社会への働きかけにより、クーデター後の国軍支配体制への抵抗活動を行っている。
本委員会は国民民主連盟（NLD）を中心とする2020年11月の総選挙で選出された議員によって構成されており、下院にあたる人民代表院（Pyithu Hluttaw）から13人、上院にあたる民族代表院（Amyotha Hluttaw）から4人の合計17人が参加している。
2021年3月31日に制定された「連邦民主憲章（英語: Federal Democracy Charter、ビルマ語: ဖက်ဒရယ်ဒီမိုကရေစီ ပဋိညာဉ်）」第2部の規定によると、CRPHは2020年ミャンマー総選挙の結果に基づいたミャンマー連邦議会に代って暫定的に立法権を担うこと、国民統一政府（NUG）の大統領・副大統領・首相・各大臣と副大臣を選任することが職責として定められている。
国軍側は、CRPHの行為は国家に対して戦争を仕掛ける大逆罪にあたるとしており、国民にCRPHを支持しないよう警告している。

## 歴史
ミャンマーでは2020年11月8日に連邦議会の総選挙が実施されたが、ミャンマー国軍は「総選挙で不正が行われた」と主張し、2021年2月1日にクーデターを起こして翌2月2日に国家行政評議会を設置した。
これに対し、クーデターの正当性を認めないNLD所属の連邦議会議員約70人は同年2月4日にネピドーで議員への就任宣誓を行い、国民の任務を遵守し、5年間の任期で議員を務めることを誓約した。翌日、ヤンゴンのミンガラータウンニュン郡区を代表する人民代表院議員ピュピュティンが率いる300人のNLD所属の政治家が議会の事務を実施する委員会として連邦議会代表委員会を結成した。委員会はZoomで最初の会議を開催した。
2月7日、委員会は国軍がミャンマー刑法6条違反による「犯罪行為」として文民によって選挙された政府を転覆する試みを非難し、国軍総司令官ミン・アウン・フライン率いる国軍による内閣（国家行政評議会）の正当性を否定する旨を宣言した。委員会はまた、各国の国際連合代表らに対して、国際社会は正式な政府業務に関しては当該委員会とこそ直接協働するべきであると進言をした。
2月9日、委員会は国家顧問法を施行し、クーデターによって自宅軟禁下に置かれたアウン・サン・スー・チーの官職である国家顧問の任期をさらに5年間延長し、2026年4月1日までとした。また同日、同委員会は現在進行中の抗議デモに対する国軍の暴力的弾圧を非難する声明を発表し、表現の自由の保障の維持と市民の不服従運動への支持を呼び掛けた。
2月10日、委員会はNLD以外の民族政党から選出された2人の連邦議会議員の協力を得たと発表した。
3月1日、委員会は国家行政評議会の正統性を否定する観点から事実上の臨時政府となる独自の内閣を組織し、「（クーデターによってスー・チーが率いるNLD政権の閣僚が拘束され、）政府が機能不全に陥った」として閣僚の代行を任命したと発表した。
3月9日、委員会はクーデター前まで民族代表院（上院）議長を務めていたマン・ウィン・カイン・タン（カレン州出身）を副大統領代行に指名し、「副大統領代行は大統領の職務を遂行する」として、クーデターによって身柄を拘束されたウィン・ミン大統領とアウン・サン・スー・チーの職務を代行することを宣言した。
3月11日には英国ロンドンにある法律事務所との提携を発表した。国際司法裁判所への提訴をめざした国軍による犯罪の証拠収集などで法律的助言を受けることを目的としている。
3月21日に国家統治評議会は連邦議会代表委員会を非合法組織であると宣言する決定を出した。
3月31日には旧軍政時代の2008年に制定された現行憲法の廃止を一方的に宣言し、暫定憲法とする「連邦民主憲章（英語: Federal Democracy Charter、ビルマ語: ဖက်ဒရယ်ဒီမိုကရေစီ ပဋိညာဉ်）」の制定を発表した。
4月16日、委員会は「国民統一政府」の樹立を宣言し、ウィン・ミンとアウン・サン・スー・チーはクーデター前の職責（大統領・国家顧問）に留任することを決めたほか、少数民族のカチン族から副大統領にドゥワ・ラシ・ラーを、首相にカレン族出身で副大統領代行のマン・ウィン・カイン・タンを選任するなど、少数民族出身者6名の入閣を発表した。

## 構成員
| 名前                 | 選挙区                 | 政党                    | 備考           |
| -------------------- | ---------------------- | ----------------------- | -------------- |
| ピュピュティン       | ミンガラータウンニュン | 国民民主連盟（NLD）     | 人民代表院議員 |
| ティンティッ         | ポッバティリ           | 国民民主連盟（NLD）     | 人民代表院議員 |
| トンミン             | バハーン               | 国民民主連盟（NLD）     | 人民代表院議員 |
| ナイトゥーアウン     | ナトゥージー           | 国民民主連盟（NLD）     | 人民代表院議員 |
| ウェーピョーアウン   | タケタ                 | 国民民主連盟（NLD）     | 人民代表院議員 |
| ジンマーアウン       | ヤンキン               | 国民民主連盟（NLD）     | 人民代表院議員 |
| ルエンコーラッ       | タンニン               | 国民民主連盟（NLD）     | 人民代表院議員 |
| オーカーミン         | ミェイ                 | 国民民主連盟（NLD）     | 人民代表院議員 |
| ウィンナイ           | モーカウン             | 国民民主連盟（NLD）     | 人民代表院議員 |
| ネーミョー           | ニャウンシュエ         | 国民民主連盟（NLD）     | 人民代表院議員 |
| ゾーミンテイン       | レーミャナー           | 国民民主連盟（NLD）     | 人民代表院議員 |
| ミョーナイ           | チャンエータザン       | 国民民主連盟（NLD）     | 人民代表院議員 |
| ラミントン           | ナムサン               | タアン民族党（TNP）     | 人民代表院議員 |
| ゼーラッ             | 番号₋7、バゴー地方域   | 国民民主連盟（NLD）     | 民族代表院議員 |
| ミャティタートゥン   | 番号₋8、モン州         | 国民民主連盟（NLD）     | 民族代表院議員 |
| ソーヤーパウンウァー | 番号₋4、カレン州       | 国民民主連盟（NLD）     | 民族代表院議員 |
| ロバットニエイエ     | 番号₋10、カヤー州      | カヤー州民主党（KySDP） | 民族代表院議員 |

## 臨時内閣
2021年3月2日、委員会は「（クーデターによってスー・チーが率いるNLD政権の閣僚が拘束され、）政府が機能不全に陥った」」として臨時内閣を組閣し、9つの省庁を担当する4人の閣僚代行を任命したと発表した。そのうちの3人はNLD出身で、残りの1人はヤンゴン第一医科大学学長のゾー・ウェイ・ソーが指名された。
委員会の声明によると、臨時内閣の主たる目的は文民政府の義務を果たすことであり、委員会は閣僚に代わって任務を引き受けるために他の適切な人物を任命すると公式に述べた。
3月9日、委員会は2016年から2018年まで連邦議会議長を務めたマン・ウィン・カイン・タンを副大統領代行に指名し、「副大統領代行は大統領の職務を遂行する」と宣言した。
臨時内閣は2021年4月16日に廃止され、国民統一政府に任務を引き継いだ。

### 政権幹部
| ウィン・ミン               | 大統領       | 拘束中                                                        |
| アウン・サン・スー・チー   | 国家顧問     | 拘束中                                                        |
| マン・ウィン・カイン・タン | 副大統領代行 | 連邦議会議長（2016 - 2018） 民族代表院議長（2016年 - 2021年） |

### 閣僚
| 担当ポスト                 | 氏名               | 任期          | 任期          | 任期     | 所属政党     |
| 担当ポスト                 | 氏名               | 就任          | 退任          | 在任期間 | 所属政党     |
| -------------------------- | ------------------ | ------------- | ------------- | -------- | ------------ |
| 外務大臣                   | Zin Mar Aung       | 2021年3月2日  | 2021年4月16日 | 45       | 国民民主連盟 |
| 大統領府大臣               | Lwin Ko Latt       | 2021年3月2日  | 2021年4月16日 | 45       | 国民民主連盟 |
| 連邦政府大臣               | Lwin Ko Latt       | 2021年3月2日  | 2021年4月16日 | 45       | 国民民主連盟 |
| 財政計画・工業大臣         | Tin Tun Naing      | 2021年3月2日  | 2021年4月16日 | 45       | 国民民主連盟 |
| 対外投資・経済関係大臣     | Tin Tun Naing      | 2021年3月2日  | 2021年4月16日 | 45       | 国民民主連盟 |
| 商務大臣                   | Tin Tun Naing      | 2021年3月2日  | 2021年4月16日 | 45       | 国民民主連盟 |
| 労働・移民・人口大臣       | ゾー・ウェイ・ソー | 2021年3月2日  | 2021年4月16日 | 45       | 無所属       |
| 教育大臣                   | ゾー・ウェイ・ソー | 2021年3月2日  | 2021年4月16日 | 45       | 無所属       |
| 保健・スポーツ大臣         | ゾー・ウェイ・ソー | 2021年3月2日  | 2021年4月16日 | 45       | 無所属       |
| 社会福祉・救済・再定住大臣 | Win Myat Aye, Dr.  | 2021年3月23日 | 2021年4月16日 | 24       | 国民民主連盟 |

## 著名な支持者
- ゾー・ウェイ・ソー（ビルマ語版、英語版） - ヤンゴン第一医科大学（ビルマ語版、英語版）学長[38]